# Cholodnohirsko-Zavodska
Cholodnohirsko-Zavodska (ukrajinsky Холодногірсько-Заводська) je první a zároveň nejstarší linka Charkovského metra, která se nachází v Charkově na Ukrajině.
Linka je po své celé délce podzemní. Linka vede ze západu na východ a má dvě přestupní stanice Sportyvna a Majdan Konstytuciji.

## Historie
Linka byla otevřena 23. srpna 1975, poté se dále rozšiřovala o další úseky.
| Úsek                      | Datum otevření | Délka   |
| ------------------------- | -------------- | ------- |
| Cholodna hora–Turboatom   | 23. srpna 1975 | 9,8 km  |
| Palac Sportu–Industrialna | 11. srpna 1978 | 7,5 km  |
| Celkově:                  | 13 stanic      | 17,4 km |

## Stanice
- Cholodna hora
- Vokzalna
- Centralnyj rynok
- Majdan Konstytuciji
- Prospekt Haharina
- Sportyvna
- Zavod imeni Malyševa
- Turboatom
- Palac Sportu
- Armijska
- Imeni O. S. Maselskoho
- Traktornyj zavod
- Industrialna